# Microchilus subquadratus
Microchilus subquadratus är en orkidéart som beskrevs av Paul Ormerod. Microchilus subquadratus ingår i släktet Microchilus och familjen orkidéer. Inga underarter finns listade i Catalogue of Life.